# Kinantan
Kinantan is een bestuurslaag in het regentschap Kampar van de provincie Riau, Indonesië. Kinantan telt 2161 inwoners (volkstelling 2010).